# Zofia Adamska
Zofia Adamska (* 9. Dezember 1903 in Warschau; † 1988) war eine polnische Cellistin und Musikpädagogin.
Adamska hatte den ersten Cellounterricht bei Konstanty Przeździecki und studierte später am Conservatorium van Amsterdam. Von 1930 bis 1939 war sie Mitglied in Irena Dubiskas Kwartet Polski (Szymanowski-Quartett), daneben von 1935 bis 1939 Konzertmeisterin des von Grzegorz Fitelberg gegründeten und geleiteten Rundfunksinfonieorchesters. Als Solistin trat sie erfolgreich auf vielen europäischen Bühnen auf.
Von 1945 bis 1950 war sie Konzertmeisterin der Krakauer Philharmonie, von 1950 bis 1955 Cellistin des Kwartet Krakowski. Bis 1973 unterrichtete sie an der Musikakademie Krakau.